# Île Agueli
Die Île Agueli (arabisch حجرة بونطاح, DMG Hadjrat Bountah) ist eine kleine, unbewohnte Insel von Algerien im Mittelmeer. Sie liegt 1000 m vor der Festlandsküste der Kommune Réghaïa und etwa 25 km östlich von Algier.
Im Seehandbuch ist im Plural und im Diminutiv die Rede von den Ilots Agueli, wonach es sich um mehrere Inseln handeln würde. Die maximale Höhe beträgt danach 25 Meter.
Die knapp 600 m lange und maximal 40 m breite Felsinsel ist vegetationslos.